# Paganico
Paganico (pronuncia: Pagànico) è una frazione del comune italiano di Civitella Paganico, nella provincia di Grosseto, in Toscana.

## Geografia fisica
Situata alla confluenza del fiume Ombrone con il torrente Lanzo, a circa venti km a nord-est del capoluogo, è raggiungibile dalla SS 223 tra Grosseto e Siena, all'incrocio con la strada che porta al Monte Amiata. Il territorio che circonda Paganico è in prevalenza pianeggiante e coltivato in maniera intensiva, specie in prossimità del fiume. La zona collinare è occupata da macchia mediterranea alternata ad ampi prati e oliveti.

## Storia
Il nucleo abitato fu edificato alla fine del XIII secolo per iniziativa del Comune di Siena, che individuò la posizione strategica della valle fluviale come apertura verso il mare dei territori senesi. Il paese costituiva un vero e proprio borgo franco fortificato, in grado di adempiere a funzioni doganali e di libero scambio commerciale, attrezzato per la difesa della bassa Valle dell'Ombrone. Nel 1273 era già sede di un mercato settimanale. L'impianto urbanistico, articolato su due principali assi viari, tra loro perpendicolari, e contraddistinto da strade dritte, caratterizzano il centro come borgo novo, appositamente costruito in base ad una precisa pianificazione. Nel 1328 subì una prima distruzione ad opera di Castruccio Castracani e tra il 1333 e il 1335 furono restaurate e completate le mura cittadine dall'architetto Lando di Pietro.
Insieme a Siena, alla metà del XVI secolo entrò a far parte del Granducato di Toscana e nel 1555 venne distrutto dagli eserciti imperiali. Nel 1602 fu creato marchese di Paganico Antonio de' Medici, figlio naturale di Francesco I de' Medici. Nel 1630 il marchesato passò alla famiglia Patrizi di Siena trasferitasi poi a Roma, alla cui estinzione titoli e beni passarono ai Patrizi Naro Montoro.
Il centro è stato comune autonomo fino al 1928, anno di nascita dell'attuale comune di Civitella Paganico, di cui Paganico ne è frazione. Fino al 1972, la strada principale di Paganico corrispondeva alla statale 223 Grosseto-Siena nel suo vecchio tracciato. L'apertura del nuovo percorso, che aggira il paese, ha liberato il centro storico dalle auto e dai mezzi pesanti.

## Monumenti e luoghi d'interesse

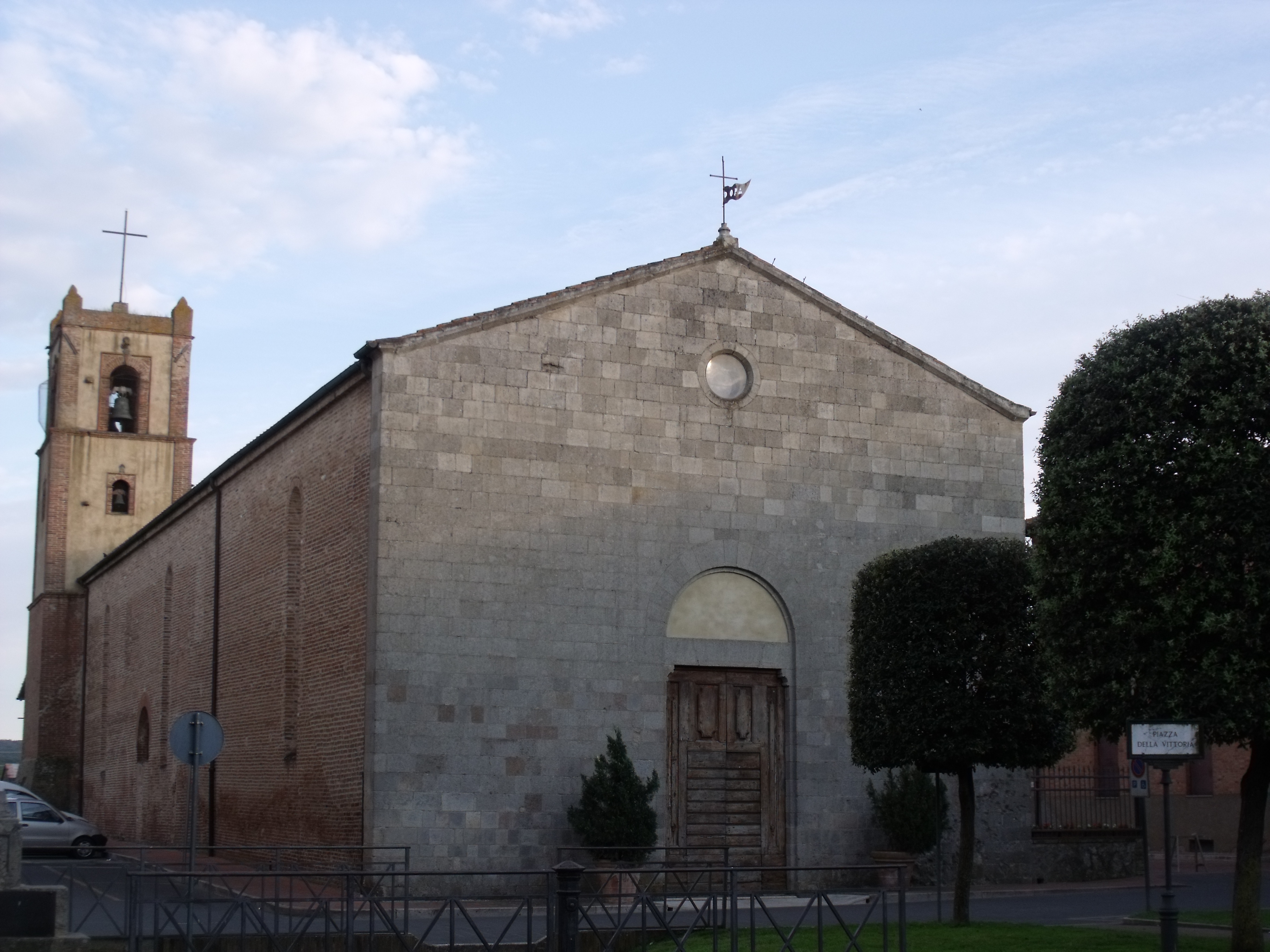
La chiesa di San Michele Arcangelo

### Architetture religiose
- Chiesa di San Michele Arcangelo, in stile tardo-romanico, risale alla fondazione del borgo. Trasformata in epoca barocca, subì pesanti restauri nel 1933. La chiesa conserva nell'abside un ciclo di affreschi trecenteschi attribuiti al pittore di scuola senese Biagio di Goro Ghezzi. Nella chiesa è custodito anche un Crocifisso del XV secolo che, secondo la tradizione, in passato fu spesso al centro di contese tra gli abitanti di Civitella Marittima e quelli di Paganico.
- Chiesa della Madonna delle Febbri, in località Poggiarello, poco fuori dal paese, sulla provinciale del Cipressino in direzione del Monte Amiata.
- Cappella di Sant'Antonio abate a Monteverdi, presso la fattoria di Monteverdi.
- Chiesa di San Giorgio a Monteverdi, scomparsa.

### Architetture civili
- Palazzo Pretorio, palazzo antico risalente al XIV secolo.
- Palazzo del vecchio ospedale, risalente al XIII secolo.

### Architetture militari
- Cassero Senese, complesso fortificato medievale costituito da una torre e da un corpo di fabbrica principale che ospitava il palazzo signorile; quest'ultimo presenta, al livello stradale, la caratteristica Porta Senese.
- Mura di Paganico, di epoca medievale e in larga parte conservate, comprendono alcune torri e tre porte di accesso, tra le quali spicca la Porta Grossetana, situata sul lato opposto rispetto al cassero, con arco gotico senese, preceduta dai resti di un'antiporta.
- Castellaraccio di Monteverdi, insediamento fortificato posto lungo il confine meridionale dell'Ardenghesca, la cui comunità si spostò all'interno di Paganico una volta fondato il borgo franco.

### Siti archeologici
- Vicus di Podere Cannicci, insediamento di età tardo etrusca e ellenistica.
- Necropoli ellenistica di Casenovole.
- Villa romana in località Dogana.
- Insediamento romano di Pietratonda.

## Società

### Evoluzione demografica
Quella che segue è l'evoluzione demografica della frazione di Paganico. Sono indicati gli abitanti dell'intera frazione e dove è possibile è messa tra parentesi la cifra riferita al solo capoluogo di frazione.
Dal 1991 sono contati da Istat solamente gli abitanti del centro abitato, non della frazione.
| Anno | Abitanti | Abitanti       |
| Anno | Frazione | Centro abitato |
| ---- | -------- | -------------- |
| 1640 | 391      | -              |
| 1745 | 84       | -              |
| 1833 | 238      | -              |
| 1845 | 240      | -              |
| 1921 | 619      | -              |
| 1931 | 869      | -              |
| 1961 | 1 637    | 1 152          |
| 1981 | 1 341    | 1 128          |
| 1991 | -        | 1 185          |
| 2001 | -        | 872            |
| 2011 | -        | 961            |

### Tradizioni e folclore
Dal 1977 la prima domenica di settembre si corre a Paganico il Palio della Granocchia. A ciascun partecipante, detto granocchiaio, viene assegnata una carriola contenente tre rane; si aggiudica il palio della Granocchia quello che taglia per primo il traguardo con tutte e tre le rane vive e in buona salute sulla carriola. Ad ogni Granocchiaio corrisponde un rione del paese. La corsa del palio è preceduta dal corteo storico composto da circa cento figuranti in abiti medievali e un carroccio trainato da buoi, sul quale viene collocato l'ambito palio dipinto da pittori locali. La manifestazione è organizzata dalla Pro Loco di Paganico in collaborazione con i quattro rioni: rione Centro, rione Porta Gorella, rione Porta Grossetana e rione Porta Senese.

## Infrastrutture e trasporti

### Strade
La frazione di Paganico è servita da due svincoli (Paganico e Paganico Nord) sulla strada europea E78 Grosseto-Fano, nel tratto tra le città di Grosseto e di Siena, costituito dalla strada statale 223, per l'appunto detta "di Paganico".

### Ferrovie
Il paese è servito da una propria stazione ferroviaria lungo la ferrovia Siena-Grosseto.

## Sport
La squadra del paese di Paganico è l'U.S.D. Paganico, fondata nel 1957, che milita nel campionato di Prima Categoria. I colori sociali sono il bianco e il nero. Le partite casalinghe del Paganico vengono disputate allo stadio comunale "Uzielli". La società ha un'affiliazione nel settore giovanile con il Milan.